# Ландек
Ландек град је у Аустрији, смештен у западном делу државе. Значајан је град у покрајини Тирол, у оквиру округа Ландек.

## Природне одлике
Ландек се налази у западном делу Аустрије, 570 км западно од Беча. Главни град покрајине Тирол, Инзбрук, налази се 75 km западно од града.
Град Ландек се сместио у долини реке Ин, „жиле куцавице“ Тирола. Изнад града се стрмо издижу Алпи. Надморска висина града је око 810 m.

## Становништво
| 1971. | 1981. | 1991. | 2001. | 2011. |
| ----- | ----- | ----- | ----- | ----- |
| 7.475 | 7.317 | 7.411 | 7.632 | 7.713 |

Данас је Ландек град са око 7.500 становника. Последњих деценија број градског становништва се повећава.

## Галерија
- Градска железничка станица
- Доврац у Ландеку